# Paramonhystera concinna
Paramonhystera concinna är en rundmaskart. Paramonhystera concinna ingår i släktet Paramonhystera, och familjen Monhysteridae. Arten är reproducerande i Sverige.